# The Man from Snowy River and Other Verses
The Man From Snowy River and Other Verses – tomik wierszy australijskiego poety Andrew Bartona "Banjo" Patersona, znanego jako autor wiersza Waltzing Matilda, opublikowany w 1895. Zbiorek zawiera między innymi tytułowy poemat The Man from Snowy River.